# Hamburger Segel-Club

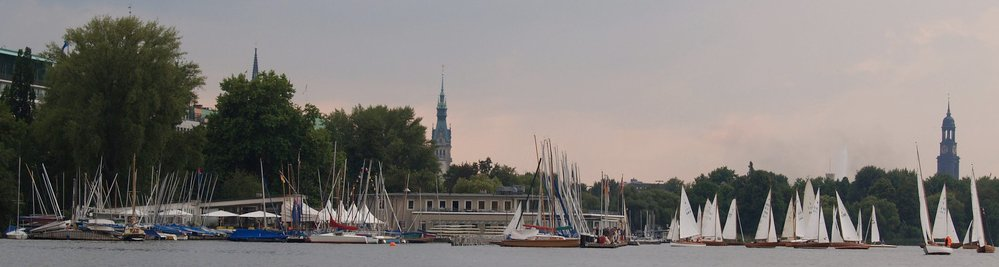
Gelände, Steganlagen des HSC

Der heutige Hamburger Segel-Club e. V. wurde am 7. Oktober 1892 als Hamburger Yacht-Club gegründet.

## Geschichte
Bereits 1899 zählte der Verein mit 424 Mitgliedern zu den drei größten deutschen Segelvereinen. Dies beruhte auf einem breiten Mitgliederspektrum von Wander-, Regattaseglern und auch Yacht-Konstrukteuren wie Max Oertz. 1926 vereinigte sich der Hamburger Yacht-Club und der zuvor abgespaltene Hamburger Segel-Verein unter dem heutigen Namen. Seit dem 1. Januar 1927 ist der Verein im Hamburger Vereinsregister eingetragen. Der deutsche Admiral’s-Cup-Gewinner Hans-Otto Schümann war zwischen 1958 und 1999 Vorsitzender des Club, danach Ehrenvorsitzender und bis zu seinem Tode 2014 Kommodore.
Heute sind im HSC 720  Mitglieder organisiert, das Gelände mit Clubhaus liegt direkt an der Alster im Zentrum Hamburgs und bietet mit dem Hafen etwa 280 Booten Platz.

## Sportliche Erfolge
Im Jahr 2014 startete der Club in der 2. Liga des neu eingeführten bundesweiten Clubwettbewerbs im deutschen Segelsport. 2016 erfolgte der Aufstieg in die Deutsche Segel-Bundesliga.
Das HSC Women’s Team und später als Stiftung Mammazentrum erreichte beim Helga Cup auf der Alster im Jahr 2018 den 3. Platz und im Jahr 2019 den 2. Platz, danach in den Jahren 2020 bis 2023 viermal den 1. Platz, 2024 den 2. Platz und 2025 den 3. Platz.